# Cyrus Maffet Palmer
Cyrus Maffet Palmer (* 12. Februar 1887 in Pottsville, Pennsylvania; † 16. August 1959 ebenda) war ein US-amerikanischer Politiker. Zwischen 1927 und 1929 vertrat er den Bundesstaat Pennsylvania im US-Repräsentantenhaus.

## Werdegang
Cyrus Palmer besuchte die öffentlichen Schulen seiner Heimat und studierte danach bis 1907 an der University of Pennsylvania in Philadelphia. Nach einem anschließenden Jurastudium und seiner 1911 erfolgten Zulassung als Rechtsanwalt begann er in Pottsville in diesem Beruf zu arbeiten. Gleichzeitig schlug er als Mitglied der Republikanischen Partei eine politische Laufbahn ein. Zwischen 1916 und 1920 saß er als Abgeordneter im Repräsentantenhaus von Pennsylvania; von 1920 bis 1927 war er Bezirksstaatsanwalt im Schuylkill County.
Bei den Kongresswahlen des Jahres 1926 wurde Palmer im 13. Wahlbezirk von Pennsylvania in das US-Repräsentantenhaus in Washington, D.C. gewählt, wo er am 4. März 1927 die Nachfolge von George F. Brumm antrat. Da er im Jahr 1928 in den Vorwahlen seiner Partei seinem Vorgänger Brumm unterlag, konnte er bis zum 3. März 1929 nur eine Legislaturperiode im Kongress absolvieren. Nach seiner Zeit im US-Repräsentantenhaus praktizierte Palmer wieder als Anwalt. Seit 1931 war er Richter im 21. Gerichtsbezirk seines Staates. Im Jahr 1940 übernahm er den Vorsitz an diesem Gericht. Dieses Amt bekleidete er bis zu seinem Tod am 16. August 1959 in Pottsville.